# ADHD
ADHD (attention deficit hyperactivity disorder), ook wel aandachtstekort-hyperkinetische stoornis of aandachtstekort-hyperactiviteitstoornis genoemd, is een aan het Diagnostic and Statistical Manual of Mental Disorders ontleende benaming voor een cluster van symptomen. Kenmerkend zijn impulsief gedrag, concentratieproblemen, rusteloosheid, emotionele ontregeling en leermoeilijkheden. De symptomen zijn al aanwezig in de kindertijd en werken veelal belemmerend bij het dagelijks maatschappelijk functioneren. 

## Geschiedenis
Sir Alexander Crichton beschrijft "mentale rusteloosheid" in zijn boek An inquiry into the nature and origin of mental derangement voor het eerst in 1798. De eerste duidelijke omschrijving van ADHD wordt toegedicht aan de Britse kinderarts George Still, in 1902. Hij gaf een aantal lezingen aan het Royal College of Physicians of London.
In 1937 werkte de arts Charles Bradley in een inrichting voor moeilijk hanteerbare jongens. In plaats van deze jongeren door middel van harde tucht te leren hun gedrag aan te passen, besloot hij hun gedrag te beïnvloeden door medicatie voor te schrijven. Hij had al eerder ontdekt dat stimulerende medicatie, zoals die onder andere werd toegepast als middel om af te vallen, een kalmerend effect had op mensen met bepaalde klachten.
In 1947 werd beschreven dat de gedragsproblemen werden veroorzaakt door kleine beschadigingen in de hersenen, minimal brain damage (MBD) genoemd. Vanaf 1967 was men toch minder overtuigd van beschadiging en werd de term minimal brain disfunction ingevoerd. In de jaren zeventig kwam aan het licht dat ADHD geen typische kinderziekte was die rond de puberteit verdween, maar dat zo’n 60% ook als volwassene last bleef houden van symptomen. Ondanks deze wetenschappelijke feiten bleef de algemene maatschappelijke mening nog lange tijd dat ADHD een opvoedingsprobleem was zonder biologische oorzaak. Ook al omdat men er in de psychoanalyse lang van uitging dat ADHD een neurotische afwijking was die veroorzaakt werd doordat ouders steeds minder tijd en aandacht hadden voor hun kinderen.

### Toepassing van psychofarmaca
In 1934 werd in de Verenigde Staten Benzedrine (een amfetamine) als eerste geneesmiddel toegelaten. Methylfenidaat werd toegelaten in de jaren vijftig, en dextro-amfetamine in de jaren zeventig van de twintigste eeuw.

## Voorkomen
In 2000 werd geschat dat circa 3 tot 5% van de kinderen in de schoolgaande leeftijd ADHD had, in recenter onderzoek wordt een cijfer van 7 tot 8% van de kinderen en 2 tot 5% van de volwassenen genoemd. Het voorkomen varieert met een aantal risicofactoren, waaronder leeftijd, mannelijk geslacht, chronische gezondheidsproblemen, problemen in de familie, lage sociaal-economische status, aanwezigheid van ontwikkelingsstoornissen en het wonen in een stad. De stoornis komt in alle tot nu toe onderzochte landen voor, in min of meer overeenkomende mate. Verschillen tussen etnische groepen komen voor, maar lijken eerder verband te hebben met sociaal-economische status dan met etniciteit. ADHD wordt in Nederland nauwelijks bij inwoners met een migratieachtergrond gediagnosticeerd of behandeld; maar dit wil niet zeggen dat er onder inwoners met een migratieachtergrond geen ADHD voorkomt.
De stoornis manifesteert zich in principe vroeg in het leven. Bij jongens wordt de diagnose drie keer vaker vastgesteld dan bij meisjes.
In circa twee derde van de gevallen blijft ADHD aanhouden tot de volwassenheid, in circa 15% van de gevallen in oorspronkelijke sterkte, bij een verdere 50% in mindere mate. Ook in de gevallen waar de symptomen tijdens volwassenheid verdwijnen, functioneert 90% nog niet volledig. Veel gezondheidsprofessionals zijn echter niet op de hoogte van het feit dat ADHD veelvuldig aanhoudt in de volwassenheid.
Bij volwassenen wordt voor de aandoening soms de naam adult attention deficit disorder (AADD) gebruikt.

## Kenmerken en diagnose
ADHD wordt in het diagnostisch handboek DSM-5-TR opgesplitst in drie verschillende beelden of subtypen:
- Het gecombineerde beeld kent zowel druk en impulsief gedrag als moeite met het vasthouden van de aandacht. Code 314.01.
- Het overwegend onoplettend beeld kenmerkt zich door moeite met het vasthouden van de aandacht (dit werd en wordt vaak 'ADD' genoemd). Code 314.02.
- Het overwegend hyperactief-impulsief beeld laat voornamelijk druk en impulsief gedrag zien. Code 314.01.

Jongens met ADHD kampen vaker met hyperactiviteit, impulsiviteit en gedragsproblemen, terwijl meisjes met ADHD wat vaker het overwegend onoplettende beeld laten zien.
De symptomen van ADHD moeten al aanwezig zijn in de vroege kinderjaren, maar veranderen geleidelijk naarmate kinderen volwassen worden. De hyperactiviteit en impulsiviteit worden minder duidelijk zichtbaar en de problematiek verschuift naar meer subtiele symptomen zoals innerlijke onrust, onoplettendheid, gebrek aan organiserend vermogen en vermindering van gedrag met betrekking tot uitvoerende taken.

### Aandachtstekort
Het symptoom aandachtstekort bij ADHD heeft geen betrekking op het krijgen van onvoldoende aandacht, maar op een gebrek aan concentratie. Iemand met ADHD kan vaak onvoldoende aandacht schenken aan zijn of haar omgeving doordat het niet goed mogelijk is om de aandacht bij één ding tegelijk te houden en de persoon snel is afgeleid.

### Hyperactiviteit
Hyperactiviteit kan zich uiten door lichamelijke onrust, maar ook door innerlijke onrust en impulsiviteit. Bij hyperactiviteit kan er ook sprake zijn van overmatige beweeglijkheid. Deze beweeglijkheid is door personen met ADHD vaak moeilijk te onderdrukken. Sommige personen met ADHD lijken zelf weinig tot niet bewust van hun eigen beweeglijkheid tot zij hierop gewezen worden. De mate en manier van beweeglijkheid is voor elke persoon met ADHD verschillend. Sommigen maken voornamelijk grote bewegingen met benen of armen, sommigen friemelen meer met de vingers en handen. De beweeglijkheid kan in verschillende situaties ontstaan of verergeren. Over het algemeen zijn dat situaties met stress of een drukke omgeving met veel prikkels. Personen met de meest in het oog springende vorm van ADHD zijn beweeglijk, onrustig en minder voorspelbaar in hun motoriek en in hun denken. 

### Impulsiviteit
Impulsiviteit betekent dat indrukken worden gevolgd door bijbehorend handelen. De handelingen moeten direct plaatsvinden en kunnen niet worden uitgesteld. Handelingen die eenmaal in gang zijn gebracht kunnen niet meer worden gestopt en moeten eerst worden afgemaakt. Afhankelijk van de situatie waarin zich de impulsiviteit voordoet kan deze tot problemen leiden. Er kan vaak minder goed onderscheid worden gemaakt tussen belangrijke en minder belangrijke zaken. Bij taken worden dan verkeerde prioriteiten gelegd.

### Prikkelgevoeligheid
Personen met ADHD zijn gevoeliger voor prikkels zoals achtergrondmuziek in winkels, sterke geuren en drukte. Personen met ADHD zijn gevoelig voor prikkels van buitenaf, maar zoeken de prikkels zelf op wanneer die ontbreken.

### Diagnose
De stoornis wordt doorgaans vastgesteld door een psychiater, psycholoog, psychotherapeut of door een orthopedagoog met in ieder geval een basisaantekening diagnostiek. Deze zijn hiervoor specifieker opgeleid. Alleen een arts, bijvoorbeeld een psychiater, is bevoegd om eventueel medicatie voor te schrijven.
Er bestaat geen standaardtest voor het diagnosticeren van ADHD. Voor het stellen van de diagnose worden om die reden verschillende testen en observaties gebruikt. Vanwege het gebrek aan een eenduidige manier van diagnosestelling, is de diagnose vaak willekeurig en tendentieus.
In een Zwitsers onderzoek bleek dat in 75 procent van de gevallen de diagnose ADHD ten onrechte wordt gesteld. Wanneer het om een jongen gaat is de kans op een foute diagnose nog groter. Meisjes met dezelfde symptomen als jongens werden vaker ADHD-vrij verklaard.
In oktober 2005 sprak het kinderrechtencomité CRC van de Verenigde Naties zijn zorgen uit over overdiagnose van ADHD en het te vaak voorschrijven van psychoactieve middelen. Het comité sprak zich uit voor meer onderzoek naar de diagnose.
Leeftijden van personen bij wie ADHD gediagnosticeerd werd:
- 1 t/m 5 jaar: 5%
- 6 t/m 8 jaar: 22%
- 9 t/m 12 jaar: 35%
- 13 t/m 18 jaar: 22%
- 19+ jaar: 16%

## Oorzaken
Het wetenschappelijk onderzoek naar ADHD is sterk toegenomen sinds de jaren tachtig. De cognitieve neurowetenschappen en de gedrags- en moleculaire genetica hebben bewijs verschaft dat ADHD een complexe neurobiologische stoornis is. Verschillende hersengebieden en verscheidene neurotransmitters zijn betrokken bij ADHD. De rol van de neurotransmitter dopamine heeft behoorlijke aandacht gekregen. De prefrontale cortex lijkt relevant om ADHD te begrijpen. Deze heeft een hoge behoefte aan dopamine en speelt een rol in cognitieve functies zoals uitvoerende functies. De prefrontale cortex heeft veel verbindingen met andere gebieden van de hersenen, met inbegrip van het striatum, kleine hersenen en de pariëtale cortex. Onderzoek heeft aangetoond dat sommige hersengebieden iets kleiner zijn of een afgenomen activiteit hebben bij mensen met ADHD.

### Genetica
Familiestudies naar ADHD laten consequent zien dat ADHD sterk familiaal van aard is. De meeste onderzoeken toonden aan dat ouders en nageslacht van kinderen met ADHD, een 2 tot 8 maal verhoogd risico op het ontwikkelen van ADHD hebben. In controlegroepen van mensen zonder ADHD komt ADHD voor bij 2 tot 5 procent van de eerstegraads familieleden van kinderen, dit percentage stijgt naar 20 procent in de groepen met kinderen met ADHD. Bij kinderen van volwassenen met ADHD, komt ADHD zeer vaak voor, zo’n 75 procent. Eeneiige tweelingen hebben in ongeveer 60-80% van de gevallen beiden ADHD – bij twee-eiige tweelingen treedt dat in ongeveer 35% van de gevallen tegelijk op.
Omdat men ervan uitgaat dat ADHD een belangrijke genetische component heeft, heeft men tweelingstudies gedaan, die de mate van erfelijkheid onderzochten of de mate waarin de aandoening beïnvloed wordt door genetische factoren. Op basis van 18 studies (die methodologisch en qua definitie van ADHD verschilden) komt men uit op een gemiddelde erfelijkheid van 77 procent.
Kinderpsychiater Joseph Biederman, op wiens onderzoeken de aanname van de familiale aard van ADHD voor een belangrijk deel berust, is geen onomstreden onderzoeker. In een PowerPointpresentatie voor topmensen van Johnson & Johnson over een studie naar hun medicament risperidon die hij nog moest uitvoeren stelde hij bij voorbaat dat deze studie een gunstig effect bij jonge kinderen met ADHD-verschijnselen zou aantonen. Ook is gebleken dat Biederman 1,6 miljoen dollar ontving als adviseur van psychofarmacafabrikanten.

#### Moleculair genetisch onderzoek
Een groot genoom-breed onderzoek suggereert dat op de chromosomale regio’s 16p13 en 17p11 waarschijnlijk genen liggen die een risico voor het ontwikkelen van ADHD inhouden.
Verschillende studies laten een verband zien tussen polymorfismes in het dopamine- transportergen (DAT) en ADHD. Het gaat hierbij om het 480-basenpaar allel in het DAT-gen en om het 440 basenpaar 3' DAT VNTR-polymorfisme. De hoeveelheid dopaminetransporter is 70 procent verhoogd bij volwassenen met ADHD. Het gen dat het meest met ADHD in verband wordt gebracht, is het 7-repeat-allel van de dopaminereceptor D4 gen (DRD4).

### Omgevingsfactoren
Er zijn geen aanwijzingen dat ADHD na de geboorte kan ontstaan door omgevingsfactoren. Wel heeft de omgeving invloed op de ADHD-symptomen. In ongunstige omstandigheden, zoals een prikkelrijke, lawaaiige en stressvolle omgeving, zullen de ADHD-symptomen toenemen. In een rustige en gestructureerde omgeving zullen de symptomen eerder afnemen of wegblijven.

#### Rokende moeder
Volgens sommige hersenonderzoekers, waaronder Dick Swaab, hebben kinderen een veel grotere kans op ADHD wanneer de moeder tijdens de zwangerschap rookt. Dit hoeft echter niet te betekenen dat er een oorzaak-gevolgrelatie bestaat, maar er is een statistische correlatie waargenomen.

#### Voedingsadditieven
Welke rol de voeding kan spelen bij ADHD is onduidelijk en omstreden. Veel wetenschappelijke onderzoeken zijn niet onafhankelijk of slecht opgezet.
Naar de invloed van voedingsadditieven is veel onderzoek gedaan. Voedingsadditieven veroorzaken geen ADHD. Wel is bewezen dat zij de gevolgen van ADHD kunnen versterken. Een groot opgezet onderzoek uit 2007 toonde aan dat kunstmatige kleurstoffen in voeding een toename van hyperactiviteit kunnen veroorzaken. Het gaat dan met name om azokleurstoffen en chinolinegeel (E104).
Dit onderzoek naar de invloed van kleurstoffen in voeding heeft aanwijzingen gegeven voor een verband tussen enkele genetische polymorfismes die verband houden met een verminderde afbraak van histamine, de gevoeligheid voor de onderzochte kunstmatige kleurstoffen en de toename van hyperactiviteit.

### Neurobiologie
Op het gebied van de neurobiologie is er over ADHD nog weinig bekend. Verstoringen in de dopaminerge en noradrenerge- systemen in de hersenen worden als basissymptomen van ADHD beschouwd. Ondanks de soms tegenstrijdige uitkomsten van studies, tekent zich toch een beeld af van afwijkingen in de functie van de frontale kwab en afwijkende verbindingen tussen de frontale kwab en belangrijke subcorticale gebieden. Het is niet duidelijk of de prefrontale afwijkingen een frontale of subcorticale oorsprong hebben. Daarom gebruikt men in verband met ADHD ook wel de neuropsychologische term fronto-subcorticale aandoening. Dat wil zeggen een gedrags- of cognitieve stoornis die een frontale oorzaak lijkt te hebben, maar door subcorticale uitlopers wordt beïnvloed.
Hersenscans laten diverse veranderingen in structuur en functie van de hersenen van ADHD-patiënten zien. De meest gerepliceerde afwijkingen zijn kleinere afmetingen van onderdelen van de frontale cortex, cerebellum en subcorticale gebieden, waardoor de hersenen in totaal 3 tot 5 procent kleiner zijn. Belangrijk is ook een 10 jaar durende studie die aantoonde dat de gebruikelijke ADHD-medicatie geen negatieve invloed heeft op de hersenen. De zenuwbanen vertonen dezelfde groeicurves bij personen met ADHD als bij neuro-normale controlegroepen, alleen ligt bij de personen met ADHD deze curve wat lager, maar loopt wel parallel.
Hersenfunctiestudies laten, net als de scans, zien dat subcorticale gebieden als de (nucleus caudatus, het putamen en de globus pallidus) een rol spelen. Ze geven terugkoppeling aan de cortex, waardoor ons gedrag wordt gereguleerd. Bij ADHD zijn er afwijkingen in deze gebieden en (dus) in het gedrag.
De fronto-subcorticale systemen zijn rijk aan catecholamines. Stimulantia zoals methylfenidaat (Ritalin) verminderen de symptomen van ADHD door remming van de dopamine-transporter en blokkade van de heropname van dopamine en noradrenaline terug in het presynaptische neuron, waardoor de beschikbare hoeveelheid van deze stoffen buiten de neuronen groter wordt. Een model voor de effectiviteit van deze middelen bij ADHD: via de dopaminerge en noradrenerge systemen wordt de remmende invloed van de frontale cortex op de subcorticale gebieden groter. Dit heeft invloed op gedrag in nieuwe, onbekende situaties, plannen van taken, beslissingen nemen, remmen van gedrag (impulsbeheersing) en gevoeligheid voor plezierige ervaringen.

## Bijkomende problematiek

### Comorbide stoornissen
ADHD bij kinderen gaat vaak gepaard met andere psychiatrische stoornissen, zoals stemmingswisselingen, angststoornissen en gedragsproblemen. Onderzoek toont aan dat 25-35% van de kinderen met ADHD een angststoornis heeft, zoals agorafobie, paniekstoornis, obsessieve-compulsieve stoornis of gegeneraliseerde angststoornis. Naar schatting twee derde van de ADHD-kinderen lijdt ook aan een oppositioneel-opstandige gedragsstoornis. Ongeveer 25-50% van adolescenten met ADHD heeft symptomen van een oppositionele of antisociale persoonlijkheidsstoornis.
Bij volwassenen met ADHD komen depressieve stoornissen veel voor. Ongeveer 20-30% lijdt aan een depressie met een slechte prognose, waaronder risico op middelenmisbruik en zelfmoord. Uit een Nederlands onderzoek uit 2001 onder 141 volwassenen met ADHD bleek dat circa vier op de vijf patiënten een of meer bijkomende stoornissen had, vooral angststoornissen, depressie, verslavingsproblemen en persoonlijkheidsstoornissen. Een onderzoek uit 2006 onder 105 volwassenen met ADHD wees uit dat ADHD een negatieve invloed heeft op zowel lichamelijke en psychische gezondheid als op sociale en economische factoren. De kwaliteit van leven werd lager ervaren dan gemiddeld, met werkloosheid, criminaliteit en middelenmisbruik als mogelijke gevolgen. ADHD in combinatie met dyspraxie wordt ook wel het DAMP-syndroom genoemd.
Er is echter lang niet altijd sprake van bijkomende problematiek. Sommige gegevens suggereren dat ongecompliceerde ADHD bestaat in ongeveer 20 tot 25% van volwassenen met ADHD. Bepaalde eigenschappen die ADHD met zich meebrengt, kunnen juist ook positieve effecten hebben. Mensen met ADHD kijken anders naar vanzelfsprekende zaken en soms interpreteren ze deze op een niet direct voor de hand liggende manier, wat nuttig kan blijken in de praktijk: ze denken out of the box.

#### ADHD en autismespectrumstoornissen
Uit onderzoek is gebleken dat er een overlap bestaat tussen de autismespectrumstoornis (ASS) en ADHD. Zo zijn er in meerdere wetenschappelijke onderzoeken qua gedrag (cognitieve processen) overeenkomsten gevonden, maar ook in hersenscans is naar voren gekomen dat er beperkingen zijn in dezelfde cerebrale gebieden. Ook komen beide stoornissen vaker samen voor dan op grond van toeval zou kunnen worden aangenomen. Dit wil niet zeggen dat ADHD en een autismespectrumstoornis een en dezelfde stoornis is. Ouders die zowel een kind met ADHD als een kind met ASS hebben, kunnen duidelijke verschillen aangeven.

### Sociale relaties
Ongeveer de helft van de ADHD-kinderen heeft aanzienlijke problemen in hun sociale relaties. Het gedrag van mensen met ADHD wordt door de omgeving in meer of mindere mate ervaren en omschreven als storender, dominanter, opdringeriger, lawaaieriger en soms agressiever dan normaal. Als gevolg daarvan kunnen mensen met ADHD in een situatie geraken dat zij sociaal worden uitgesloten. Ook voor de ouders betekent een kind met als diagnose ADHD een extra belasting, die kan leiden tot extra stress en spanningen binnen relaties en in het gezin. Wanneer ook nog een of beide ouders ADHD heeft, is de last voor het gezin erg groot. Van belang is, of in dat geval ook bij de ouder de ADHD reeds is vastgesteld.

### Schoolresultaten
Meer dan 30% van de kinderen met ADHD moet een jaar op school overdoen en circa 56% heeft extra begeleiding nodig. Ongeveer de helft van de ADHD-kinderen heeft ook een leerstoornis.

### Rejection sensitive dysphoria
Een veelvoorkomend symptoom van ADHD is rejection sensitive dysphoria (RSD), ook wel afwijzingsgevoeligheid genoemd. RSD wordt gekenmerkt door intense emotionele reacties op (vermeende) afwijzing of kritiek. Het is geen officiële diagnose, maar een veelvoorkomende en ingrijpende vorm van emotionele ontregeling die waarschijnlijk een aangeboren kenmerk van ADHD is. Hoewel RSD als zeer pijnlijk wordt ervaren, ligt de oorzaak niet in psychotrauma.
Triggers voor RSD zijn onder andere:
- Vermeende of daadwerkelijke afwijzing
- Plagen
- Kritiek, inclusief opbouwende kritiek
- Zelfkritiek naar aanleiding van een (vermeende) mislukking

RSD kan leiden tot emotionele uitbarstingen, sociaal isolement, een negatief zelfbeeld, zelfkritiek, perfectionisme en relatieproblemen. De intensiteit van RSD kan bij sommigen suïcidale gedachten oproepen. Omdat sommige mensen met RSD sociale situaties vermijden waarin ze bekritiseerd zouden kunnen worden, wordt dit soms ten onrechte aangezien voor een sociale angststoornis. Ongeveer een derde van de volwassenen met ADHD ervaart RSD als het meest belemmerende aspect van ADHD.
In 2019 werd 'emotionele ontregeling' als een van de fundamentele kenmerken van ADHD toegevoegd aan de Consensus Guidelines on Adult ADHD van de Europese Unie.

### Vermoeidheid
Ongeveer driekwart van de volwassen personen met ADHD heeft last van vermoeidheid. Zij hebben het gevoel dat alles wat ze doen hun meer moeite en energie kost. Dit kan nog eens verergeren doordat 30% van de mensen met ADHD last heeft van slaapproblemen. Ze gaan vaak laat naar bed, hebben veel moeite met inslapen, slapen beweeglijk en onrustig en zijn na een nacht slapen niet uitgerust. Daardoor bouwen ze slaapschuld op.

## Behandeling
Met behulp van medicijnen kunnen de symptomen vaak flink worden verminderd. Dit heeft een positieve invloed op het sociaal functioneren. Medicijnen kunnen ook de niet-medicinale behandelingen ondersteunen. De behandeling van ADHD bestaat uit een op het individu afgestemd behandelprogramma, dat vaak medicatie en psychologische, educatieve, sociale en voedingsinterventies omvat. Het is voor de effectiviteit belangrijk dat de persoon met ADHD en zijn of haar ouders/partner, andere familieleden en leerkrachten/schoolleiding actief bij het opstellen en uitvoeren van het behandelplan betrokken worden. Lotgenotencontact kan hierbij ook van positieve invloed zijn.

### Medicatie

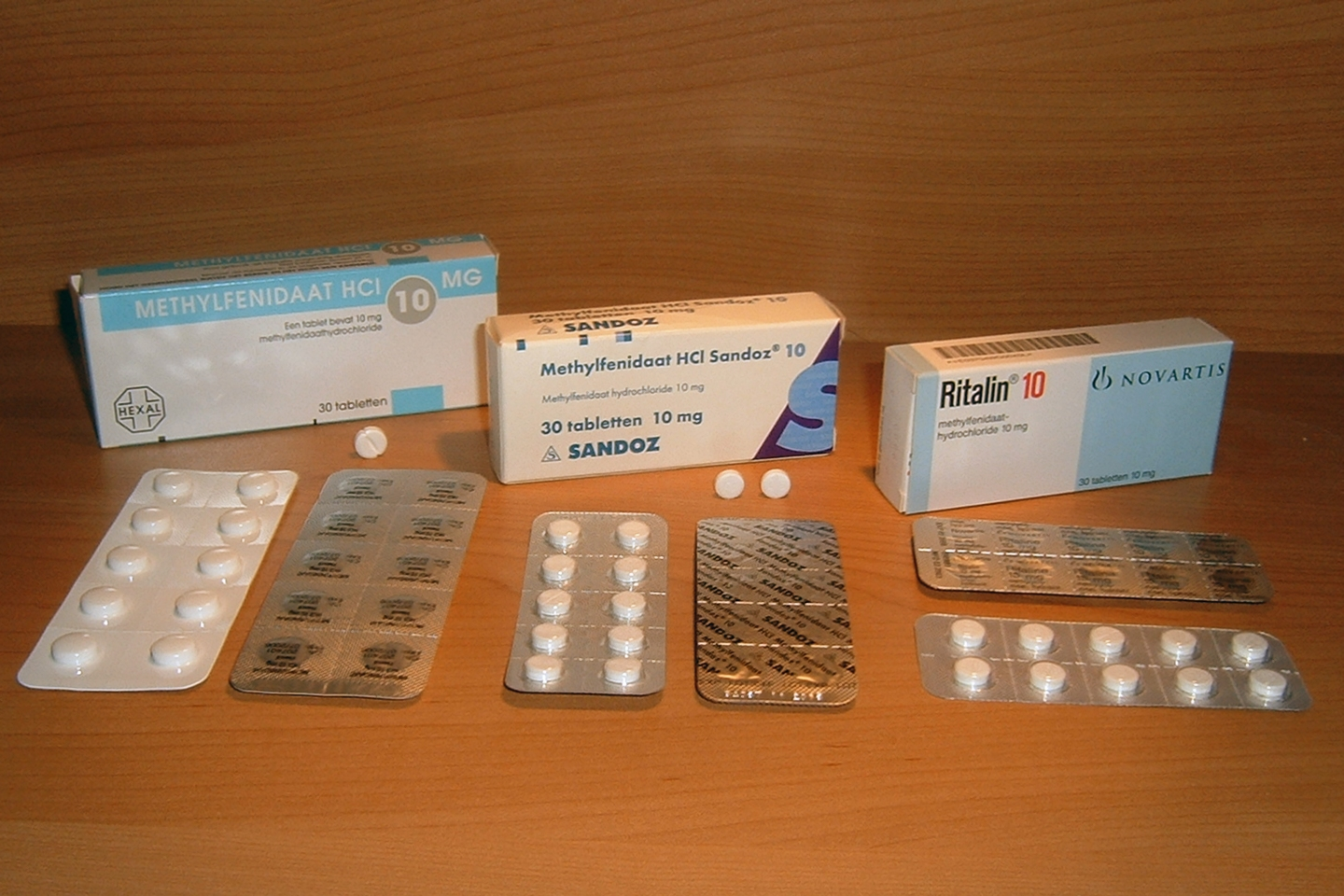
Enkele verkrijgbare merken methylfenidaat

Psychofarmacologische medicatie die de catecholaminerge en alfa-2-adrenerge signaaloverdracht beïnvloeden blijven prominent aanwezig in de behandeling van ADHD. Na 2010 is er meer aandacht gekomen voor voorschrijfpatronen, het afstemmen van medicatie op patiëntkenmerken en factoren die de therapietrouw bevorderen bij kinderen en jongvolwassenen.
Geregistreerde medicatie voor AD(H)D zijn uitsluitend methylfenidaat en atomoxetine. In bepaalde gevallen worden ook wel 'tricyclische antidepressiva' (imipramine, nortriptyline) voorgeschreven. Bij comorbide stoornissen worden ook wel antidepressiva of (in lichte dosering) antipsychotica. Deze laatste twee toepassingen zijn echter niet-geregistreerd gebruik.
Het stimulans methylfenidaat wordt al het langst toegepast en is beschikbaar in twee vormen: een kortwerkende vorm en een langwerkende.
De kortwerkende vorm is verkrijgbaar als tablet onder de originele merknaam Ritalin (in Nederland), Rilatine (in België) of onder de generieke naam methylfenidaat hydrochloride. De langwerkende vorm is verkrijgbaar van de merken Concerta, Equasym, Medikinet en in België Rilatine MR.
Een alternatief voor methylfenidaat is dextro-amfetamine. Dextro-amfetamine stimuleert het vrijgeven van dopamine en noradrenaline, terwijl methylfenidaat de heropname van onder andere dopamine en norepinefrine remt. Sinds oktober 2019 is in Nederland en België ook het middel lisdexamfetamine (Elvanse) verkrijgbaar. Lisdexamfetamine wordt in het lichaam omgezet in dextro-amfetamine. Het kan voorgeschreven worden als methylfenidaat de ADHD-symptomen niet voldoemde verlicht. Uit onderzoek blijkt dat lisdexamfetamine in vergelijking met methylfenidaat en modafinil het meest effectieve middel is voor volwassenen met ADHD.
Sinds april 2005 is een medicijn beschikbaar dat een andere werkzame stof heeft: atomoxetine. Atomoxetine is een selectieve noradrenalineheropnameremmer die werkt in de prefrontale cortex van de hersenen. In tegenstelling tot andere medicijnen voor ADHD is atomoxetine geen stimulans en het valt dan ook niet onder de Opiumwet. Atomoxetine is verkrijgbaar onder de merknaam Strattera.

### Niet-medicinale behandelingen
Naast de klassieke medicinale behandelingen zijn er intussen veel niet-medicinale behandelingen. Sommige hiervan zijn gefundeerd op wetenschappelijk onderzoek. Gedragstherapie is geen behandeling van eerste keuze voor de behandeling van kinderen met ongecompliceerde ADHD.

#### Neurofeedback
Neurofeedback is een training waarbij de hersenen een signaal terugkrijgen bij positieve veranderingen in de hersenactiviteit. In de meeste gevallen is toepassing van neurofeedback bij ADHD gebaseerd op het (Q)EEG-scanbeeld van een AD(H)D'er. De hersengolven worden voor de patiënt zichtbaar weergegeven via een computerscherm. Zolang de deelnemer erin slaagt zijn hersenactiviteit binnen het gewenste traject te houden, wordt er een signaal (auditief, visueel of beide) teruggekoppeld. Ook kan een beloning worden gegeven via het verkrijgen van punten bij de gewenste hersenactiviteit.
Voor behandeling van ADHD zijn verschillende neurofeedback behandelingsprotocollen ontwikkeld. Het meest gebruikte protocol is gericht op vermeerdering van bèta-golven (15-18 Hz) en remming van thèta-golven (4-7 Hz) in de hersenen. Dergelijke hersenactiviteit gaat gepaard met een aandachtige, maar ontspannen gemoedstoestand.
Een andere trainingsvorm bij ADHD is het trainen van SCP (Slow Cortical Potentials, langzame corticale potentialen). Dit soort training is meer direct gericht op de beheersing van de corticale regulering, waarvan wordt verondersteld dat deze geremd is bij ADHD.
Onderzoek naar de toepassing van neurofeedback bij de behandeling van ADHD is beperkt en vaak van slechte kwaliteit. Hoewel er diverse klinische studies zijn uitgevoerd die wijzen op een positief effect (verminderde hyperactiviteit en verhoogde academische en sociale vaardigheden) van neurofeedbackbehandeling bij kinderen met ADHD. Niettemin wordt in de studies die methodologisch beter zijn opgezet een minder sterk effect of geen effect waargenomen.
Ook worden wel protocollen gebruikt die SMR-golven (2-15 Hz) en daarmee de sensomotorische activiteit verbeteren (lage bèta activiteit) evenals protocollen die alfa hersenactiviteit (alfa-/thèta-golven (8-11 Hz / 4-7 Hz) verbeteren.
Echter, andere studies vonden alleen verbeteringen in de aandacht, en twee studies met grote onderzochte groepen konden geen significante verbeteringen vaststellen bij de belangrijkste ADHD-symptomen. Neurofeedback wordt bediscussieerd als een effectieve behandeling van ADHD als enkelvoudige behandeling of gegeven in combinatie met medicatie. Een studie kon geen significante behandelingreacties tussen Ritalin en neurofeedback vinden.
In 2009 is in samenwerking met onderzoekers van de Universiteit van Tübingen (Duitsland), de Radboud Universiteit Nijmegen, Brainclinics en het EEG Resource Instituut een meta-analyse uitgevoerd. Uit deze analyse bleek dat neurofeedbackbehandeling een grote en klinisch relevante verbetering gaf op impulsiviteit en aandachtsproblemen en een redelijke verbetering op hyperactiviteit. Ondersteuning van deze conclusies kwam van een tweetal met randomisatie en adequate controlegroepen werkende studies uit 2009.
Neurofeedback wordt sinds tien jaar in Nederland toegepast voor de behandeling van ADHD. Door het ontbreken van grote en gecontroleerde studies is het gebruik van neurofeedbackbehandelingen in de medische praktijk beperkt gebleven. Vele prospectieve studies hebben ofwel medicatie of wachtlijsten als de controlegroepen. Slechts enkele studies werden gerandomiseerd en gecontroleerd opgezet zoals dat volgens de gouden standaard gewenst is.

#### Pedagogische benadering
Kinderen met ADHD vragen om een specifieke pedagogische benadering. Handvatten daarbij kunnen zijn:
- Structuur in de dag en tijd. Dit kan door gebruik te maken van dagritmekaarten en twee klokken. De ene klok geeft de tijd aan, de andere klok wordt gezet op de tijd waarop een activiteit afloopt of begint.
- Regelmaat
- Voorbereiden op veranderingen
- Aanleren om eerst te stoppen, dan te denken en ten slotte te handelen
- Ontladingsmomenten om energie te laten wegvloeien
- Belonen en complimenteren
- Benoemen van gewenst gedrag
- Taken waarbij verantwoording gedragen wordt en waarbij de energie gebruikt wordt
- Hulp bij het beginnen met een taak
- Uitdaging bieden
- Hulp bij het plannen van dagen of taken
- Informatie aanbieden in zijn context

Motiverende omstandigheden kunnen volgens onderzoek een positieve uitwerking hebben op het volhouden van aandacht en het geheugen. Anders dan kinderen zonder ADHD, bleken kinderen met ADHD afhankelijk te zijn van sterk motiverende omstandigheden om tot een optimale prestatie te komen.
Een grootschalig literatuuronderzoek van de Rijksuniversiteit Groningen uit 2015 wijst uit dat klasseninterventie met name in het primair onderwijs kan helpen om het gedrag van een kind met ADHD te verbeteren. Hierbij worden drie soorten interventies, die allemaal effectief zijn, onderscheiden:
- de eerste interventie, de antecedent-gebaseerde interventie, past de omgeving waarin geleerd wordt aan. Voorbeelden zijn de plaats van het kind in de klas, samenwerkend leren of instructie met behulp van de computer.
- een tweede interventie is de consequent-gebaseerde interventie. Dit betekent dat gewenst gedrag beloond wordt door bijvoorbeeld complimenten te geven of het kind te prijzen. Vaak is het ook nodig om ongewenst gedrag te corrigeren met terechtwijzingen of door punten af te trekken.
- zelfregulatie is de derde interventie. Daarbij leert de leerling manieren om het eigen gedrag en taakaanpak zelf te regelen. Zo wordt bijvoorbeeld geleerd hoe je een opdracht in stapjes kunnen opdelen (zelfinstructie) en om zelf te beoordelen hoe goed er is gewerkt bij een taak (zelfmonitoring).

De tweede en derde interventie blijken het sterkste effect te hebben. Deze interventies blijken het effectiefst in reguliere klassen en zijn daarnaast in het belang van de gehele klas.

#### Psycho-educatie
Medicijnen onderdrukken de symptomen van ADHD maar verhelpen ze niet. De eigenschappen van ADHD kennen en ermee leren omgaan kan door middel van psycho-educatie. Hiervoor biedt men in de geestelijke gezondheidszorg trainingen aan. Zo kan onder andere in groepsverband onder leiding van gespecialiseerde therapeuten ingegaan op de stoornis, dit kan een combinatie zijn van voorlichting en lotgenotencontact. Op deze manier krijgt de patiënt de kans zijn ADHD een plaats in zijn leven te geven door een begin te maken met de verwerking en acceptatie van zijn stoornis.

#### Dieet
Er zijn verscheidene diëten voor personen met AD(H)D. Zo wordt bijvoorbeeld een suikervrij dieet aangeraden. Ook andere diëten zijn onderzocht op hun effect op personen met AD(H)D. Met name eliminatie (en later identificatie) van potentieel allergene stoffen in de voeding via een eliminatiedieet lijkt een veelbelovende methode.Bij een eliminatiedieet moeten de potentieel kritische voedingsmiddelen daarna stapsgewijs weer in het dieet worden geherintroduceerd, waarbij in de gaten wordt gehouden hoe het kind daarop reageert. Dit om de voedingsmiddelen waarop het kind reageert te kunnen identificeren. In een Nederlands onderzoek uit 2002 onder veertig kinderen bleek wel het twee weken lang weglaten van alle bekende voedselallergenen uit de voeding (door middel van een eliminatiedieet) bij meer dan 60% van de ADHD-patiënten tot een vermindering van de klachten te leiden (verbetering van minstens 50%).
In 2011 bleek uit dubbelblind onderzoek uitgevoerd aan de Radboud Universiteit in Nijmegen en gepubliceerd in het medische vakblad The Lancet, dat bij een onderzoeksgroep van kinderen met ADHD een dergelijk eliminatiedieet in driekwart van de gevallen een aantoonbare gunstige invloed had op het gedrag. Na provocatie met de voedingsmiddelen waarvoor overgevoeligheid bestond keerden de symptomen weer terug. Het onderzoek is omstreden, in 2014 concludeerde het Rijksinstituut voor Volksgezondheid en Milieu (RIVM) dat een verband tussen voeding en ADHD niet wetenschappelijk is aangetoond.
In 2017 begonnen twee hoogleraren aan de Vrije Universiteit te Amsterdam een groot onderzoek in een poging over de relatie tussen voeding en ADHD meer duidelijkheid te krijgen.

#### Serious games
Kinderen met ADHD hebben vaak moeite met vooruit plannen, tijdmanagement en sociaal gedrag. Om ze hiermee te helpen is de serious game Plan-It Commander ontwikkeld. Plan-It Commander is een computerspel waarin kinderen in de rol van ruimtekapitein op verschillende missies gaan om mineralen te verzamelen in het universum. Hierbij worden ze geholpen door een mentor die de kinderen stuurt, feedback geeft, en ondersteunt tijdens het spel. Het spel is ontworpen met behulp van verschillende psychologische principes zoals zelfregulering, sociale cognitie en gedragsonderwijs. Volgens wetenschappelijk onderzoek van o.a. Yulius Academie, Erasmus Universiteit, Universiteit van Coventry en KU Leuven verbeterden kinderen die het spel gedurende 10 weken speelden hun tijdmanagement, verantwoordelijkheidsgevoel, tijdperceptie, planning-/organisatievaardigheden en sociale vaardigheden. Dit betekent dat het spelen van Plan-It Commander kinderen met ADHD kan helpen om hun dagelijks functioneren te verbeteren.

### Alternatieve behandelingen

#### Natuurproducten
Vanwege hun concentratiebevorderende eigenschappen worden visolie, omega 3 (DHD/EPA), ginkgo biloba of lecithine (onder andere van soja en noten) gebruikt. Ze worden aangewend als alternatief voor medicinale behandeling of bij wijze van aanvulling hierop. Er zijn onderzoeken die aangeven dat visolie een gunstige werking heeft bij ADHD. Ook zijn er aanwijzingen dat ijzertekort een rol speelt bij de intensiteit van de symptomen. Aanvulling van ijzer blijkt het effect van medicatie te kunnen verbeteren, waardoor lagere doseringen mogelijk zijn. Fosfatidylserine, dat in bepaalde voedingsmiddelen zit, zou een gunstige invloed kunnen hebben op symptomen van ADHD.

#### Coaching
Begeleiding in de vorm van coaching wordt als behandeling sinds 2006 toegepast in Nederland. Veel behandelingen focussen op de belemmeringen waar een cliënt in het dagelijks bestaan mee te maken heeft. Bij coaching wordt op een bepaalde manier gekeken naar de stoornis en hoe daarmee om te gaan. Daarbij wordt uitgegaan van de mogelijkheden van de cliënt. Door op een andere manier te kijken naar ADHD kan de cliënt leren wat de mogelijkheden zijn waarmee hij of zij kan functioneren op een manier die bij hem of haar past. Coaching kan worden ingezet als alternatief voor medicinale behandeling of als aanvulling daarop.

#### Ontspanningsoefeningen
Kinderen en volwassenen kunnen baat hebben bij het dagelijks toepassen van ontspanningsoefeningen.